# Beate Uhse

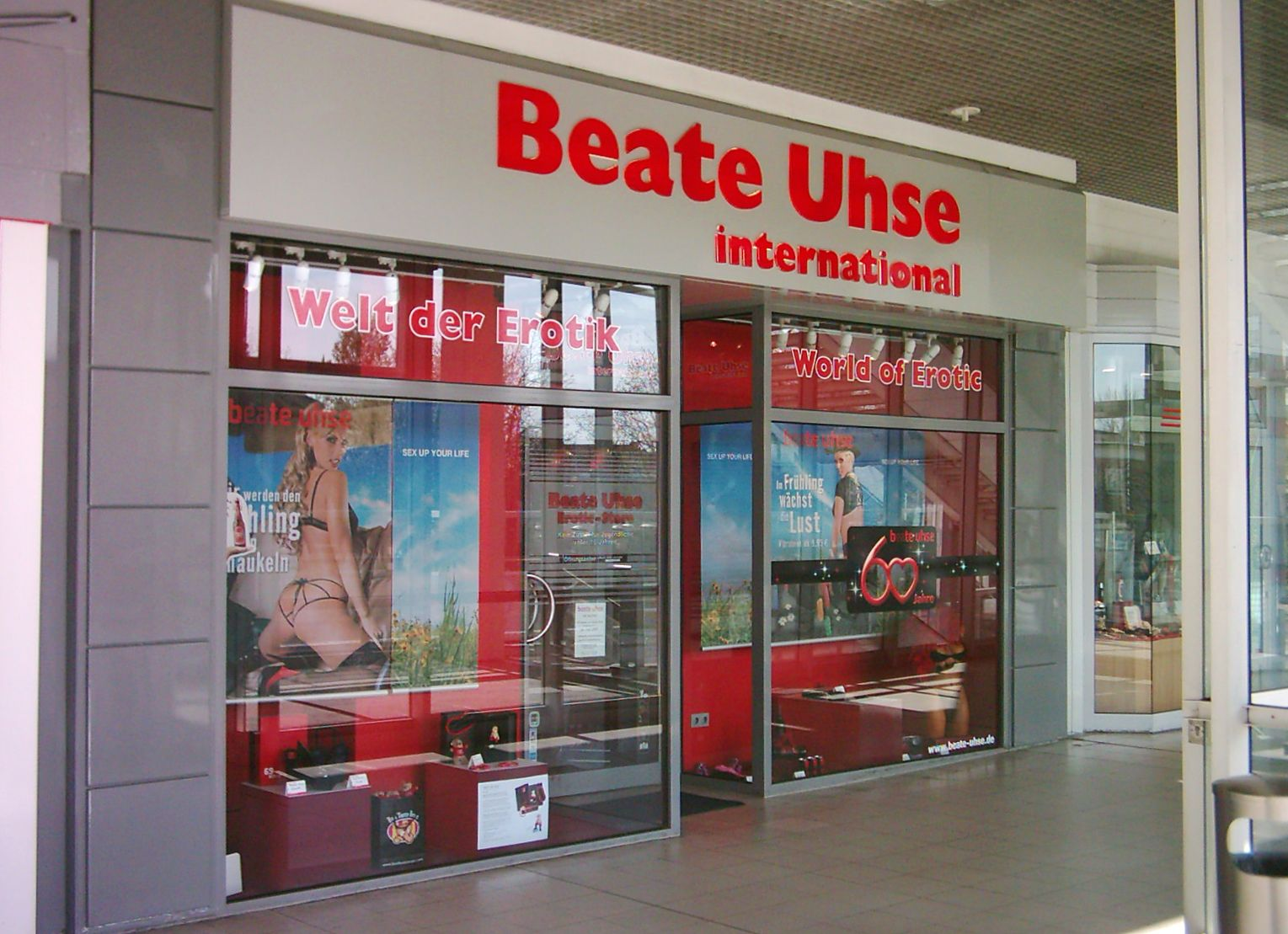
Jeden ze sklepów sieci Beate Uhse w Hamburgu

Beate Uhse-Köstlin [beˈaːtə ˈuːzə ˈʁoːtɐmʊntⓘ] (ur. 25 października 1919 – jako Beate Köstlin – niedaleko Cranz w Prusach Wschodnich, zm. 16 lipca 2001 w St. Gallen w Szwajcarii) – niemiecka pilot i biznesmenka, założycielka pierwszego w świecie sex shopu.

## Życiorys
Służyła w Luftwaffe w stopniu kapitana i zajmowała się głównie pilotowaniem maszyn dostarczanych z zakładów naprawczych i fabryk do jednostek liniowych oraz była pilotem doświadczalnym.   Wiosną 1945 roku uciekła samolotem, wraz z małym synem i jego nianią, z oblężonego Berlina.
Po zakończeniu wojny nie miała możliwości kontynuowania kariery pilota - zabroniły jej tego władze okupacyjne. Otworzyła sklep z guzikami. W 1946 roku wydała poradnik nt. stosowania kalendarzyka małżeńskiego, której to metody nauczyła się od  matki lekarki. Siedmiostronicowa broszura kosztowała 50 fenigów i w ciągu roku autorka sprzedała 32 000 egzemplarzy. Uhse prowadziła sprzedaż wysyłkową. Szybko zaczęła sprzedawać także prezerwatywy i pisma erotyczne, otworzyła punkt porad korespondencyjnych i zatrudniła w nim lekarza. Pierwszy sex-shop otworzyła w grudniu 1962 roku we Flensburgu. Klienci podawali  sprzedawcom telefonicznie numery towarów, a ci je pakowali. Miało to chronić  prywatność kupujących. Do końca lat 60. na liście klientów sklepu wysyłkowego znajdowało się 1,7 mln osób, a dochody wynosiły 30 mln marek. Uhse musiała też mierzyć się z problemami prawnymi, gdyż w Niemczech obowiązywały wprowadzone jeszcze przez nazistów przepisy dot. erotyki. Na jej działalność złożono kilka tysięcy doniesień do prokuratury, ale z wyjątkiem jednego, żaden proces  sądowy nie zakończył się skazaniem Uhse. Bardziej otwartą działalność mogła prowadzić po rewolcie młodzieżowej 1968 roku.
W 1989 roku odznaczona została Orderem Zasługi Republiki Federalnej Niemiec. W 1999 roku ewangelicka parafia Świętego Marcina we Flensburgu ufundowała i odsłoniła poświęconą jej tablicę honorową. W tym samym roku wprowadziła swoje przedsiębiorstwo na giełdę.
Po śmierci Uhse w 2001 roku jej firma popadła w kłopoty finansowe z powodu konkurencji z erotyką internetową.

## Odznaczenia
- Order Zasługi Republiki Federalnej Niemiec (1989)